# Ledenik Aletsch
Ledenik Aletsch (nemško Aletschgletscher) ali Veliki ledenik Aletsch (Grosser Aletschgletscher) je največji ledenik v Alpah. Dolg je okoli 23 km (2014), ima približno prostornino 15,4 km3 (2011) in pokriva okoli 81,7 km2 (2011) v vzhodnih Bernskih Alpah v švicarskem kantonu Valais . Ledenik Aletsch je sestavljen iz štirih manjših ledenikov, ki se zbližajo na Konkordiji, kjer je njegova debelina izmerjena od ETH (Eidgenössische Technische Hochschule Zürich) vedno blizu 1 km. Nato teče proti dolini reke Rone do izvira reke Massa.
Celotno območje, vključno z drugimi ledeniki je del Zavarovanega območja Jungfrau-Aletsch, ki je na Unescovem seznamu naravne dediščine od leta 2001.

## Geografija
Ledenik Aletsch je eden izmed številnih ledenikov, ki se nahajajo med kantonoma Bern in Valais na Bernskih Alpah, in se nahaja vzhodno od prevala Gemmi. Celotno območje velja za največje ledeniško območje v zahodni Evraziji. Fiescher in Aar ledenika, ki ležita na vzhodu imata podoben obseg.
Razen Finsteraarhorna, se vsi najvišji vrhovi Bernskih Alp nahajajo v porečju ledenika. Jungfrau in Mönch predstavljata severno mejo; Veliki Fiescherhorn in Veliki Wannenhorn ležita na vzhodni strani; zbirna točka je Aletschhorn (4193 m), ki se nahaja na zahodni strani.
Preden dosežejo največji možni pretok, se trije manjši ledeniki združijo na Konkordiaplatz:
- Iz zahoda priteče Grosser Aletschfirn, ki teče ob severnem vznožju Aletschhorna in Dreieckhorna. Grosser Aletschfirn se napaja iz severa iz treh pomembnih firnov (ledeniški srenec): Äbeni Flue-Firn, Gletscherhornfirn in Kranzbergfirn. Vsi ti firni imajo izhodišča na okoli 3800 m. Iz Äbeni Flue-Firna do Konkordiaplatza je Grosser Aletschfirn dolg 9 km in je v povprečju približno 1,5 km širok. Na zahodu se Grosser Aletschfirn povezuje z Langgletscher nad 3158 m visokim ledeniškim sedlom, Lötschenlücke v Lötschental
- Iz severozahoda teče Jungfraufirn. Ta firn v resnici predstavlja nadaljevanje ledenika Aletsch, vendar je najkrajši od štirih pritokov ledenikov. Svoj izvor ima v južnem boku Möncha in na vzhodnem boku Jungfrau z Jungfraujochom med njima. Do Konkordiaplatz Jungfraufirn teče 7 km daleč in se obrne na bok Kranzberga na zahodu in Trugberga na vzhodu. Na najvišji točki je 2 km širok in je nižje še vedno dober 1 km širok.
- Iz severa teče Ewigschneefäld ("polje večnega snega"), ki ima izhodišče na vzhodnem boku Möncha. V ovinku, ob boku Trugberga na zahodu in Velikega Fiescherhorna in Grünhorna na vzhodu, teče naprej do Konkordiaplatza. Do tu je približno 8 km dolg in v povprečju približno 1,2 km širok. Ustje na Konkordiaplatzu sledi preko praga s spustom od 25 do 30 %; tukaj se ledenik močno razdeli. Proti severu je Ewigschneefäld nad zasneženim sedlom Unners Mönchsjoch (3518 m), ki je povezan s prispevnim območjem Ischmeer ("ledeno morje"). Skozi Obere Mönchsjoch (3624 m) med Mönchom in Trugbergom stoji povezava s Jungfraufirnom.
- Iz vzhoda prispe na Konkordiaplatz najmanjši firn: Grüneggfirn. Njegov severni krak se začne pod Grünegghornom (3860 m). Južni krak zbira svoj sneg in led v lonec, ki ga obkrožajo Wyssnollen, Fiescher Gabelhorn (3866 m) in Chamm. Med vrhovi Wyssnollen in Grünhörnli je še eno ledeniško sedlo, Grünhornlücke (3279 m), povezano s Fieschergletscher. Grüneggfirn vstopi na Konkordiaplatz v vrzeli med pobočjem Grünegga na severu in Fülberga na jugu. Na zahodni strani Fülberga je Konkordiahütte (planinska koča) s pogledom na celoten Konkordiaplatz na nadmorski višini 2.850 m.

Južno od Konkordiaplatz ledenik teče proti dolini Oberwallis (Zgornji Valais); na vzhodni strani, v bližini Bettmeralp, leži majhno ledeniško jezero, Märjelensee (2301 m); z zahodne strani je vstop na Mittelaletschgletscher, ki je od konca 20. stoletja izgubil povezavo z ledenikom Aletsch. Do približno leta 1880 je Oberaletschgletscher tekel tudi v ledenik Aletsch. Oba ledenika sta se umaknila tako daleč, da nista več poveana (Zgornja ledenik Aletsch se je umaknil približno 1,3 km od svojega vozlišča z ledenikom Aletsch), vendar ista sedaj oba kot vir reke Massa. Reka teče skozi jezero Gibidum (rezervoar in je po naključju predstavljal ledeniška usta v 19. stoletju, ki se je umaknil več kot 4 km) in sotesko z istim imenom, preden doseže Rôno blizu Briga.

## Turizem
Območje ledenika Aletsch in nekatere okoliške doline je na seznamu Unescove svetovne dediščine, zato je zaščiteno, dejavnosti so večinoma omejene na zunanja območja. Regija med Belalpom, Riederalpom in Bettmeralpom (ki se imenuje Aletsch regija) v Valaisu omogoča dostop do spodnjega dela ledenika. Bettmerhorn in Eggishorn sta priljubljena razgledna točka in sta dostopna z gondolo. Reka Massa se lahko od leta 2008 prečka preko visečega mostu in s tem prehaja med levim in desnim delom ledenika.
Železniška postaja Jungfraujoch (3450 m) omogoča neposreden dostop do zgornjega dela ledenika Aletsch, kot tudi do običajne poti na Jungfrau. Ledeniške ture olajšata koči Konkordia ali Hollandia.
Na Riederfurka, na 2065 m med Riederalpom in ledenikom, se nahaja zgodovinska Villa Cassel, nekdanja poletna rezidenca številnih znanih in vplivnih gostov iz sveta politike in financ. Hiša je zdaj eden od centrov okoljske organizacije Pro Natura, ki gosti stalno razstavo o območju. 
Panorama[edit]
Tudi na ustju Konkordiaplatz iz vzhoda priteče majhen, vendar pomemben Grüneggfirn (3 km dolga in povprečno 600 m širok). Ta firn je priključen preko ledeniškega sedla Grünhornlücke (3280 m) k ledeniku Fiescher na vzhodu.
Od Konkordiaplatz je ledenik Aletsch širok približno 1,5 km in se premika s hitrostjo 180 m na leto na jugovzhod v smeri doline Rône, ki meji na Dreieckhorn na zahodu in Veliki Wannenhorn na vzhodu. Nato naredi velik desni zavoj in je koleno vedno bližje jugozahodu, ter teče skozi rob Eggishorna in Bettmerhorna v dolino Rône. Najnižji del Velikega ledenika Aletsch je večinoma prekrit z nanosi stranskih in srednjih moren. Ledeniško čelo trenutno leži približno 1560 m visoko, daleč pod lokalno gozdno mejo. Iz nje izvira tok reke Massa, ki teče skozi sotesko in se uporablja za hidroelektrarno. V nadaljevanju teče skozi zgornjo polovico Briga in na koncu vstopi v Rôno.
Veliki ledenik Aletsch kaže precejšenj pokrov ledu. Na Konkordiaplatz je pokrov ledu več kot 900 m debel, bolj kot se premika proti jugu, več ledu se topi in pokrov se postopoma zmanjšuje na okoli 150 m.
Značilno temno srednjo moreno, ki leži skoraj v središču ledenika, teče dolgo v dveh pasovih od Konkordiaplatza po celotni dolžini do ledeniškega čela. Ta srednja morena se zbira iz ledu treh velikih ledenih polj, ki vsa pritečejo skupaj. Najzahodnejša srednja morena je bila imenovana  Kranzbergmoräne in vzhodna Trugbergmoräne.

## Nastanek in razvoj
Ledenik Aletsch je posledica kopičenja in zbijanja snega. Ledeniki se oblikujejo kjer akumulacija snega in ledu presega sneg in led taline. Kot se sneg in led debelita dosežeta točko, ko se začne masa premikati zaradi kombinacije teže in pritiska zgoraj ležečega snega in ledu.
V zadnjih ledeniških obdobjih, je bil ledenik Aletsch veliko večji kot zdaj. Pred 18.000 leti je bil spodnji del grebena med Riederalpom in ledenikom, popolnoma prekrit z ledom. Le vrhovi Bettmerhorn, Eggishorn in Fusshörner so bili nad ledenikom. Po pomembnem umiku, je ledenik spet napredoval pred 11.000 leti v zadnji ledeni dobi. Ledenik je dosegel dolino Rône in njen led Riederfurka. Ostanki morene so še vedno vidni v Aletsch gozdu.
Od zadnje poledenitve se ledenik na splošno umika. Leta 1860 je bil ledenik 3 km dlje in raven ledu 200 m višje.
Kot pri mnogih drugih ledenikih, podatki kažejo velik dolgoročnejši trend umikanja. Ledenik Aletsch se je umaknil za 3,2 km od leta 1870, vključno 1,3 km od leta 1980. Zapisan umik 114,6 metrov se je zgodil samo v letu 2006.

## Fototermin
18. avgusta 2007 je fotograf Spencer Tunick uporabil na stotine golih ljudi za "živo skulpturo" na ledeniku Aletsch za fotografiranje, in s tem želel opozoriti na globalno segrevanje in krčenje svetovnih ledenikov. V času fotografiranja je bila temperatura okoli 10 °C. 600 udeležencev je na krčenje ledenika prišlo prostovoljno (v sodelovanju z Greenpeacom), da bi svet izvedel o vplivu globalnega segrevanja na taljenje švicarskih ledenikov.